# Japán hegyi cickányvakond
A japán hegyi cickányvakond (Dymecodon pilirostris) az emlősök (Mammalia) osztályának Eulipotyphla rendjébe, ezen belül a vakondfélék (Talpidae) családjába tartozó faj.
Nemének az egyetlen faja.

## Előfordulása
A japán hegyi cickányvakond kizárólag Japán szigetein fordul elő. A következő szigeteken található meg: Honsú, Sikoku és Kjúsú.

## Megjelenése
Ez az állat nagyon hasonlít a japán cickányvakondra (Urotrichus talpoides), amellyel egyes területeken megossza élőhelyét. A japán hegyi cickányvakond fej-testhossza körülbelül 65 milliméter és farokhossza 35 milliméter. A testén a bunda vastag, sötétbarna színű zöldes árnyalattal, benne a szőrszálak 5 milliméter hosszúak. A farkán szőrzet 7 milliméter hosszú és sötét árnyalatú. A szőrtelen tenyereit és talpait sötétbarna pikkelyszerű képződmények borítják. Kisebb, de hosszabb farkú mint rokona. A felső állcsonton (maxilla) az első metszőfog alacsony és széles; a második metszőfog is ehhez hasonló, azonban valamivel kisebb; a harmadik metszőfog és a szemfog egyszerűek, lekerekítettek és akkorák, mint az első metszőfognak az egynegyede. Az állkapocscsonton (mandibula) nagyjából ugyanolyanok mint a felső állcsonton, azonban a második metszőfogon egy további véset van, a harmadik metszőfog hiányzik és a szemfog igen apró. Fogképlete:
{\displaystyle {\tfrac {3.1.3.3}{2.1.3.3}}}

## Életmódja
A tengerszinttől egészen 1000 méteres tengerszint feletti magasságig található meg. Egyaránt megél a füves pusztákon, a bozótosokban és az erdőkben is.

## Fordítás
- Ez a szócikk részben vagy egészben  a   True's shrew mole című angol Wikipédia-szócikk ezen változatának fordításán alapul.  Az eredeti cikk szerkesztőit annak laptörténete sorolja fel. Ez a jelzés csupán a megfogalmazás eredetét és a szerzői jogokat jelzi, nem szolgál a cikkben szereplő információk forrásmegjelöléseként.